# La Marchesa von...
La Marchesa von... (La Marquise d'O) è un film del 1976 diretto da Éric Rohmer, tratto dal racconto La marchesa di O..., di Heinrich von Kleist.

## Trama
(La Marchesa al Conte nel finale del film.)
M, città non precisata dell'Italia settentrionale, 1799. Gli avventori di un albergo commentano un'inserzione pubblicata su un quotidiano: la Marchesa von O. invita lo sconosciuto che, a sua insaputa, l'ha resa madre del bambino che sta per partorire a presentarsi nella casa del padre e gli promette di sposarlo, chiunque sia.
Flashback: assedio delle truppe russe alla cittadella fortificata comandata dal padre della Marchesa von O, Giulietta. Rimasta vedova tre anni prima, è tornata, con le sue due figlie, a vivere con i genitori. Mentre la casa è colpita dalle cannonate e incendiata, cerca di fuggire con la madre, le cameriere e le bambine, ma un gruppo di soldati russi cerca di violentare le donne. La marchesa viene salvata dal Conte di F., un tenente colonnello russo. La governante per calmare la donna sconvolta le fa bere una pozione di papavero. Il governatore a capo della cittadella si arrende onorevolmente e gli vengono restituite le armi, mentre il generale russo fa fucilare i colpevoli della tentata violenza.
Qualche tempo dopo il Conte, che si credeva morto a causa di una grave ferita al petto che lo aveva ridotto in fin di vita, si presenta nella nuova casa di città della marchesa dove la famiglia del comandante si è trasferita dopo l'abbandono della piazzaforte, e sorprendentemente chiede la mano della donna in modo insistente, al limite dell'etichetta, per ottenere il consenso, ma riceve per convenienza e prudenza un momentaneo rifiuto.
La donna scopre intanto di essere rimasta misteriosamente incinta. Il fatto sconvolge i familiari che non credono alle sue proteste di innocenza e la cacciano di casa. Lei va a vivere nella villa del marito dove viveva precedentemente e decide quindi di pubblicare l'annuncio sul giornale. Con grande sorpresa colui che risponde è il Conte, e il matrimonio sarà celebrato, in forma strettamente privata, il giorno successivo. Il perdono gli sarà concesso solo dopo la nascita e il battesimo del bambino.

## Produzione
Rohmer torna alla regia dopo una pausa di quattro anni e il film segna una cesura nella sua opera: torna ad un adattamento letterario e dirige il primo film in costume.

### Soggetto
Il soggetto è basato sul racconto di Heinrich von Kleist, Die Marquise von O, del 1808.

### Riprese
Il film è in lingua tedesca e le riprese sono state girate in un castello prussiano settecentesco della Franconia, nei pressi di Norimberga.

### Messa in scena
Rohmer dà una grande attenzione alla composizione della inquadratura, ai gesti, ai corpi, ai loro movimenti nella scena che riprende riducendo al minimo i movimenti di macchina.

### Fotografia e scenografia
La fotografia, molto lodata, è di un fotografo di talento come Néstor Almendros, che lavorò con François Truffaut e Terrence Malick.
È ispirata a quadri e artisti famosi dell'epoca:
- Jean-Baptiste Greuze per gli interni e per la rappresentazione del modo di abitare;
- il celebre quadro L'incubo di Johann Heinrich Füssli per la rappresentazione della protagonista nell'allusione alla scena chiave del film che comunque resta fuoricampo;
- Jean-Auguste-Dominique Ingres per i ritratti femminili,
- Caspar David Friedrich per le sequenze di guerra.

### Illuminazione
Rohmer girava quasi soltanto con la luce naturale nelle scene diurne e con la luce delle candele nelle scene notturne, come in parallelo stava facendo, proprio in quegli anni, Stanley Kubrick con Barry Lyndon.

### Cast
Rohmer, contrariamente al solito scelse attori appartenenti ad un'unica compagnia teatrale, la Schaubühne am Halleschen Ufer di Berlino, diretta da Peter Stein.
Il regista firma il film con la sua presenza: appare nelle prime inquadrature nelle vesti di un soldato russo.

## Accoglienza
Il film, dopo la vittoria al festival di Cannes, ebbe una buona accoglienza. Fu il film che fece conoscere il nome di Rohmer al grande pubblico, e le opere precedenti usciranno nelle sale italiane solo successivamente.

## Critica
Giovanni Grazzini:
(Giovanni Grazzini, Corriere della Sera, 15 maggio 1977.)
Michele Mancini:
(Michele Mancini, Eric Rohmer, p. 90.)

## Temi
- una condizione di impotenza
- la doppia sconfitta, militare e privata, dei vinti
- la perdita di coscienza, il sonno da incubo, l'abbandono, la perdita di controllo
- il segreto e l'invisibilità dello stupro

## Riconoscimenti
- 1976 - Festival di Cannes
  - Grand Prix Speciale della Giuria[3]
- British Academy of Film and Television Arts
  - Migliori costumi
- 1976 - National Board of Review
  - Miglior film straniero